# Estação Luís Carlos
A Estação Luís Carlos é uma estação construída pela Estrada de Ferro Central do Brasil (EFCB) em 1914, localizada no atual município de Guararema. Recebe trens turísticos de passageiros, sendo operada e mantida pela Associação Brasileira de Preservação Ferroviária (Regional Sul de Minas).

## História
A estação foi inaugurada em 1914, seu nome sendo uma homenagem a Luís Carlos da Fonseca Monteiro de Barros, chefe do segundo distrito da EFCB.
Com a construção e inauguração da Variante do Parateí no final dos anos 1980, o tráfego de passageiros nos trens paradores entre Mogi das Cruzes e São José dos Campos foi encerrado e a estação foi, então, abandonada. Os trilhos passaram a ser usados somente para os trens de longo percurso que realizavam o trecho Rio de Janeiro-São Paulo e trens cargueiros.
Em decorrência da concessão da malha regional sudeste da RFFSA para a MRS Logística nos anos 1990, a passagem de trens de passageiros pelas antigas linhas de longo percurso da EFCB foi encerrada. O trecho entre Mogi e São José, especificamente, mostrou-se também anti-econômico para cargueiros e, por isso, foi abandonado. Em 2003, com os cargueiros vindos da Estação de São Silvestre, o trecho foi reativado.
Nos anos 2010, a ABPF resolve instalar um trem turístico de passageiros no município de Guararema, com a anuência da MRS e devidas autorizações. Restaura, então, as estações de Guararema e Luís Carlos, operando o percurso até os dias atuais.